# La Trinidad
La Trinidad é um município da Venezuela localizado no estado de Yaracuy.
A capital do município é a cidade de Boraure.